# Mariä Himmelfahrt (Otterstadt)

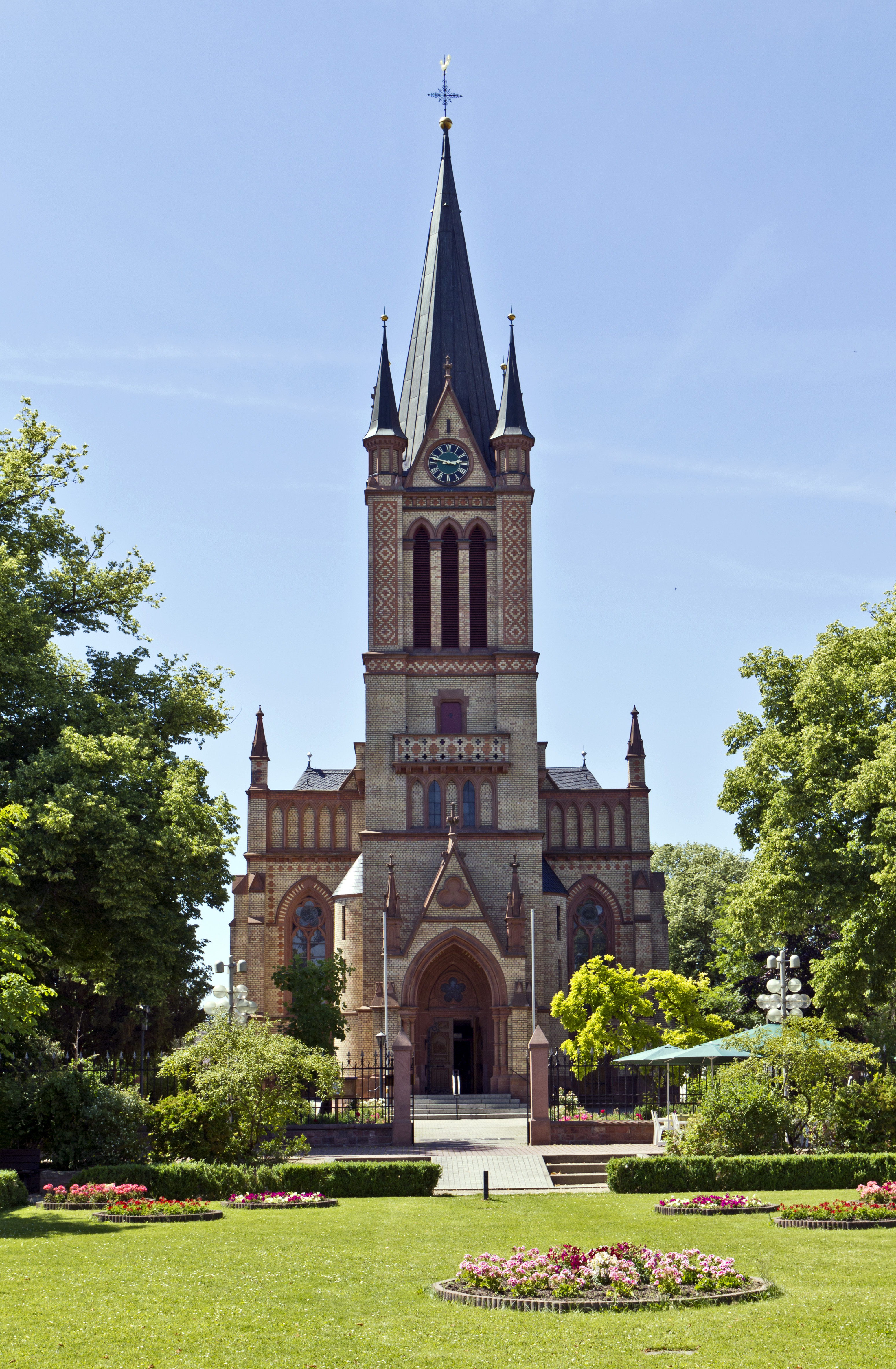
Kirche Mariä Himmelfahrt, Ostseite mit Turm und Eingang

Mariä Himmelfahrt ist eine römisch-katholische Kirche in Otterstadt, Rheinland-Pfalz. Sie wurde 1889–1891 im neogotischen Stil erbaut und steht unter Denkmalschutz.

## Geschichte
Otterstadt wurde erstmals am 7. April 1020 in einer Urkunde des 24. Bischofs von Speyer, Walter, erwähnt. Einer seiner Nachfolger, Bischof Rüdiger Huzmann, schenkte das Dorf in seiner Amtszeit (1074–1090) dem Stift St. Johannes Evangelist und St. Guido zu Speyer. Er übertrug dem Stift auch einen Teil seiner landesherrlichen Rechte (allgemeine Verwaltung, niedere Gerichtsbarkeit). Die höhere Gerichtsbarkeit verblieb beim Bischof, als Landesherrn. Bis zur napoleonischen Besetzung des Hochstiftes Speyer 1797 und dem damit verbundenen Ende der Grundherrschaft des Stiftes hatte diese Verwaltungsform Bestand. Mit der Schenkung von 1090 ging auch die Seelsorge an die Kanoniker des Stiftes St. Guido über. Der erste namentlich bekannte Pfarrer, Robert Koch, wurde erstmals am 27. Juni 1419 erwähnt.

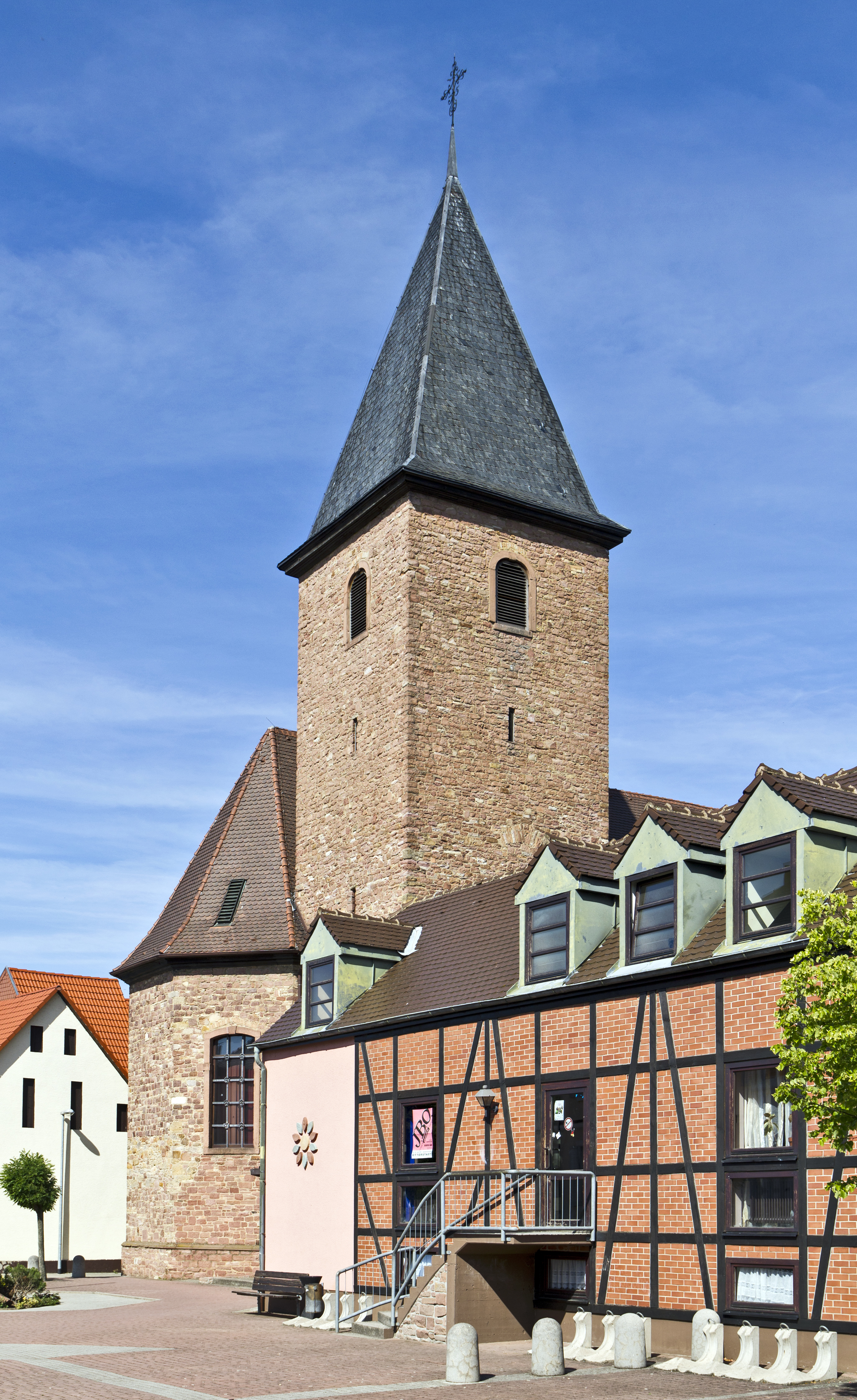
Alte Kirche – Remigiushaus

### Vorgängerbauten
Zwei Vorgängerbauten sind bekannt. Im Ortsplan von 1615 ist nordöstlich des alten Dorfplatzes (heute Lindenplatz) das sogenannte „Kirchlein am See“ in der Nähe eines größeren Weihers eingezeichnet. 1740 beklagte Kaplan Petrus Antonius Schaffsteck, Pfarrer zu Otterstadt, in einem Brief an den Speyerer Fürstbischof, Hugo Damian Kardinal von Schönborn, den Zustand dieser Kirche. Erst dessen Nachfolger, Fürstbischof Franz Christoph Kardinal von Hutten zwang das Stift St. Guido zum Bau einer neuen Kirche.
Am 27. Juni 1747 erfolgte die Grundsteinlegung der dem Heiligen Remigius von Reims geweihten Kirche (heute Remigiushaus). Ihre Kirchweihe fand am 16. August 1750, dem Sonntag nach Mariä Himmelfahrt, statt. Hatte Otterstadt bei ihrer Einweihung ca. 400 Einwohner, so waren es 1850 bereits 1466.

### Planung und Bau
Nach Beschluss des Gemeinderats vom 26. Dezember 1886 sollte eine neue Kirche errichtet werden. In der Gemeindeversammlung vom 6. Februar 1887 stimmten 105 für und 10 gegen eine Kreditaufnahme.
Aufgrund der Rheinbegradigung und der damit einhergehenden Neuordnung der Staatsgrenze zwischen dem Königreich Bayern und dem Großherzogtum Baden kam die Gemeinde in den Besitz von ca. 10 ha Grund mit einem Tonerde-Vorkommen, das für die Herstellung von Ziegeln bzw. Backsteinen geeignet war. Durch die Versteigerung des Geländes an die Dampfziegelei Reffenthal AG nahm die Gemeinde 89.000 Mark ein.
Nach Intervention der Bayerischen Regierung gegen die Baupläne, da die Höhe des geplanten Zuschusses zum Kirchenbau der Gemeindeordnung widersprach, einigten sich Regierung und Gemeinde nach zwei Jahren auf eine Bausumme von 86.000 Mark, wovon 14.000 Mark aus dem Kirchenvermögen finanziert wurden. Am 6. Februar 1889 erließ die Regierung die vorläufige und am 11. Mai die endgültige Genehmigung.
An der Klinggasse (heute Ringstraße) erwarb die Gemeinde drei Anwesen und ließ die Bauten abreißen. Das Bauland gingen der Kirchengemeinde als Schenkung zu.
Am 29. September 1889, dem Fest des heiligen Erzengels Michael, erfolgte die Grundsteinlegung. Zwei Jahre später konnte der Bau nach den Plänen des österreichisch-deutschen Architekten Franz Schöberl durch den Baumeister Daniel Lauer aus Niederlustadt fertiggestellt werden. Gottfried Renn fertigte den Hochaltar, die Kanzel und die beide Seitenaltäre an. Das Portal schnitzte Heinrich Scherpff aus Speyer. Die Kirchweihe erfolgte am 8. September 1891 (Mariä Geburt) durch den Speyerer Bischof Joseph Georg von Ehrler: „Dem göttlichen Herzen Jesu und als Hauptpatronin die Allerseligste Jungfrau Maria sub titulo Assumpta Beata Maria Virgo [Mariä Himmelfahrt] und als Nebenpatrone St. Remigius und St. Sebastian.“
Die Baukosten betrugen insgesamt 133.600 Mark. Der Bau wurde überwiegend von der politischen Gemeinde bezahlt, während die Inneneinrichtung größtenteils aus privaten Spenden finanziert wurde.

### Heute
Von Beginn an war Mariä Himmelfahrt Pfarrkirche der gleichnamigen Pfarrei. Seit Inkrafttreten der „Gemeindepastoral 2015“ gehört sie als Filialkirche zur Pfarrei Heiliger Christophorus Waldsee im Dekanat Speyer.
130 Jahre nach Fertigstellung gründete sich auf Initiative von Gläubigen am 11. Dezember 2021 der überkonfessionelle Förderverein katholische Kirche Mariä Himmelfahrt Otterstadt e. V., dessen Ziele die Bewahrung des Kulturdenkmals für kommende Generationen sowie die Finanzierung von Maßnahmen zur Restaurierung und Konservierung des Kircheninventars sind. Erste Vorsitzende ist Gisela Fleckenstein, Leiterin des Landesarchivs Speyer.

## Architektur

### Außenbau
Der Kirchenbau hat eine Gesamtlänge von 45 m und Gesamtbreite von 20 m, der Kirchturm eine Höhe von 50 m. Der Sockel besteht aus rotem Sandstein-Mauerwerk. Die aufgehenden Wände wurden in gelben Blankziegeln gemauert. Im Bereich der Fenster und an der Turmfassade gibt es eingelegte Ornamente aus roten Ziegeln. Der Dachgesims aus rotem Sandstein bildet den oberen Abschluss der Außenwände.
Das Langhaus, eine dreischiffige Halle mit erhöhtem Mittelschiff, wird durch sechs Fensterachsen gegliedert. Diese Gliederung wird betont durch fünf vorspringende, rechteckige, dreifach verjüngte Pfeiler zwischen den Fenstern. Die Pfeiler sind mit gelben Klinkern aufgemauert, die Rücksprünge als Sandsteinelemente betont. Auf der Nordseite befindet sich mittig ein Seitenportal. Die Walmdächer über den Fenstern sind in das Satteldach des Langhauses integriert. Darüber sind zu beiden Seiten des Langhausdaches sechs Dachgauben zu sehen, ebenso in den Dachelementen des Chors. Die Dächer sind mit Schiefer gedeckt.
Das Mittelschiff wird im Westen von einem 5/8-Chor abgeschlossen. In die Winkel zwischen Seitenschiffen und Chor ist auf der Nordseite die ehemalige Taufkapelle, auf der Südseite die Sakristei eingebaut, jeweils mit neugotischen Fenstern zur Westseite und Rundfenstern zur Nord- bzw. Südseite. Die Sakristei hat einen separaten Eingang. Die drei mittleren Wandfelder des Chors sind mit Fenstern versehen.
Ostfassade mit Turm

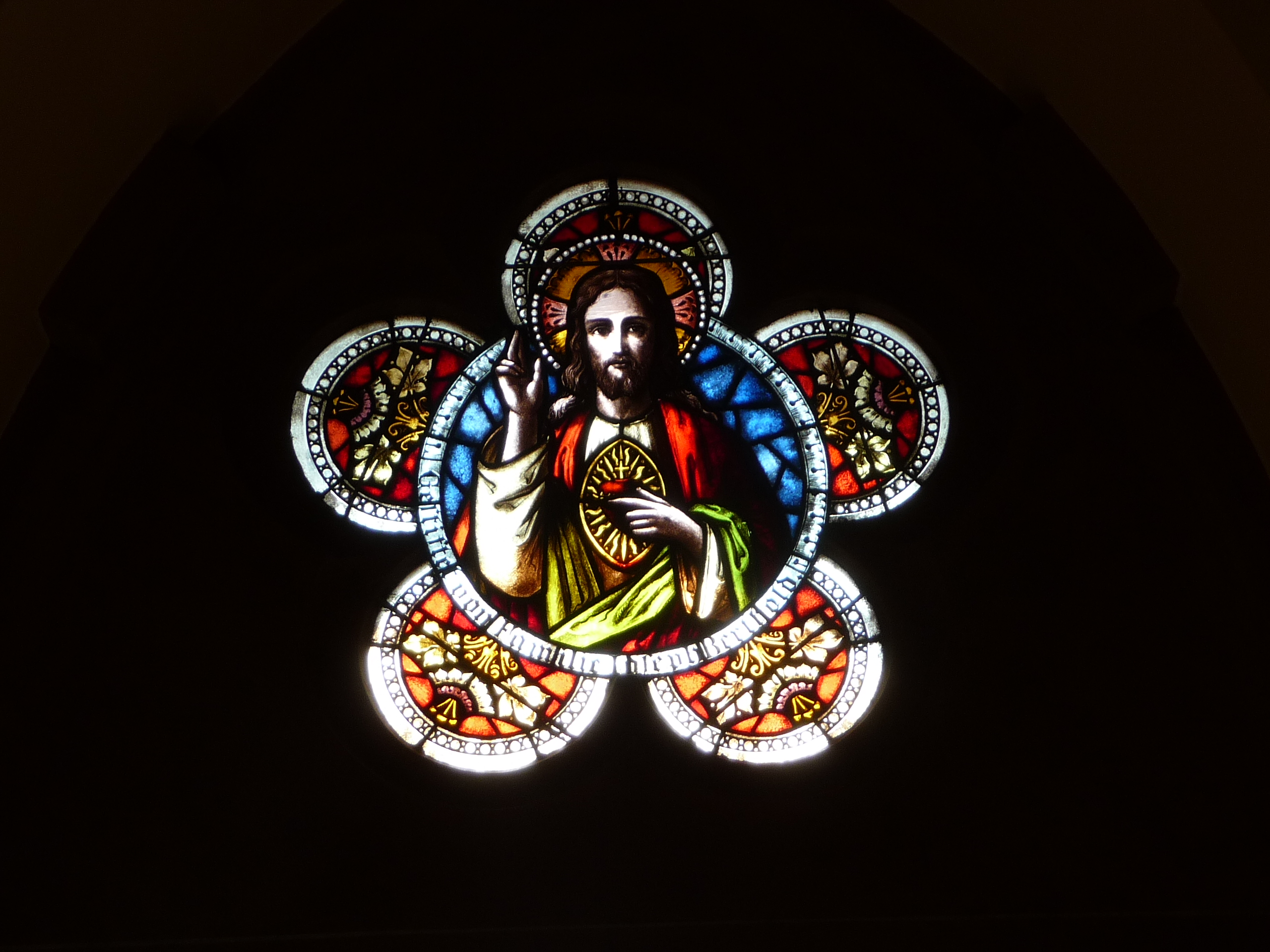
Fenster über dem Hauptportal

Die Ostfassade der Kirche orientiert sich zum Königsplatz hin. An das Mittelschiff schließt der durch Sandsteingesimse gegliederte Kirchturm mit dem Hauptportal an. Vor das Hauptportal ist eine kleine Vorhalle mit spitzem Giebel gesetzt. Die Eckpfeiler der Ostwand sind mit Sandsteintürmchen bekrönt. Nach Osten öffnet sich die Vorhalle mit zwei gotischen Bögen, die auf jeweils zwei Säulen aufgesetzt sind. Über dem Hauptportal erhebt sich ein Spitzbogen mit einem Fünfpassfenster im Tympanon (Herz-Jesu-Darstellung). Darunter befindet sich ein hölzernes Zweiflügelportal mit Reliefschnitzereien.
In die Mauer des Turmuntergeschosses sind auf der Nord- und Südseite Wendeltreppen eingelassen, die an der Turmaußenmauer an halbkreisförmigen Mauervorsprüngen deutlich zu erkennen sind. Von dieser ersten Turmebene erfolgt der Zugang zur Orgelempore und über eine Holztreppe der Aufstieg zur zweiten Ebene. Von außen ist diese durch das umlaufende Gesims und die Arkaden abwechselnd mit Fenstern und Blendfenstern unter den Balkonen zu erkennen.
Die Balkone an den drei sichtbaren Seiten des Turms bilden die dritte Ebene. An der Westseite befindet sich der Zugang zum Dachgeschoss von Langhaus und Chor.
Die Glockenstube, die höher als das Kirchendach liegt und drei Schallöffnungen in Geschosshöhe nach allen vier Turmseiten aufweist, ist über eine Leiter zu erreichen. Die Wandflächen mit den Schallöffnungen sind etwas zurückgesetzt, dadurch entstehen pfeilerartige Ecklisenen. Verstärkt wird diese Wirkung noch durch die reiche Ornamentik und die aufgesetzten achteckigen Türmchen mit spitzem Schieferdach. Zwischen diesen Türmchen sind Dreiecksgiebel aufgemauert, die die Zifferblätter der Turmuhr tragen. Darüber erhebt sich der spitze, schiefergedeckte Turmhelm, der von Goldkugel, Kreuz und Wetterhahn bekrönt ist.
Die Seitenschiffe werden durch eine über die Höhe der Walmdächer hinausragende Mauer geschlossen. Zu jedem Seitenschiff führt im Untergeschoss eine Nebentür mit einem darüber liegenden Fenster. Die Mauer schließt in der Höhe mit dem zweiten Turmgeschoss ab.

### Innenraum

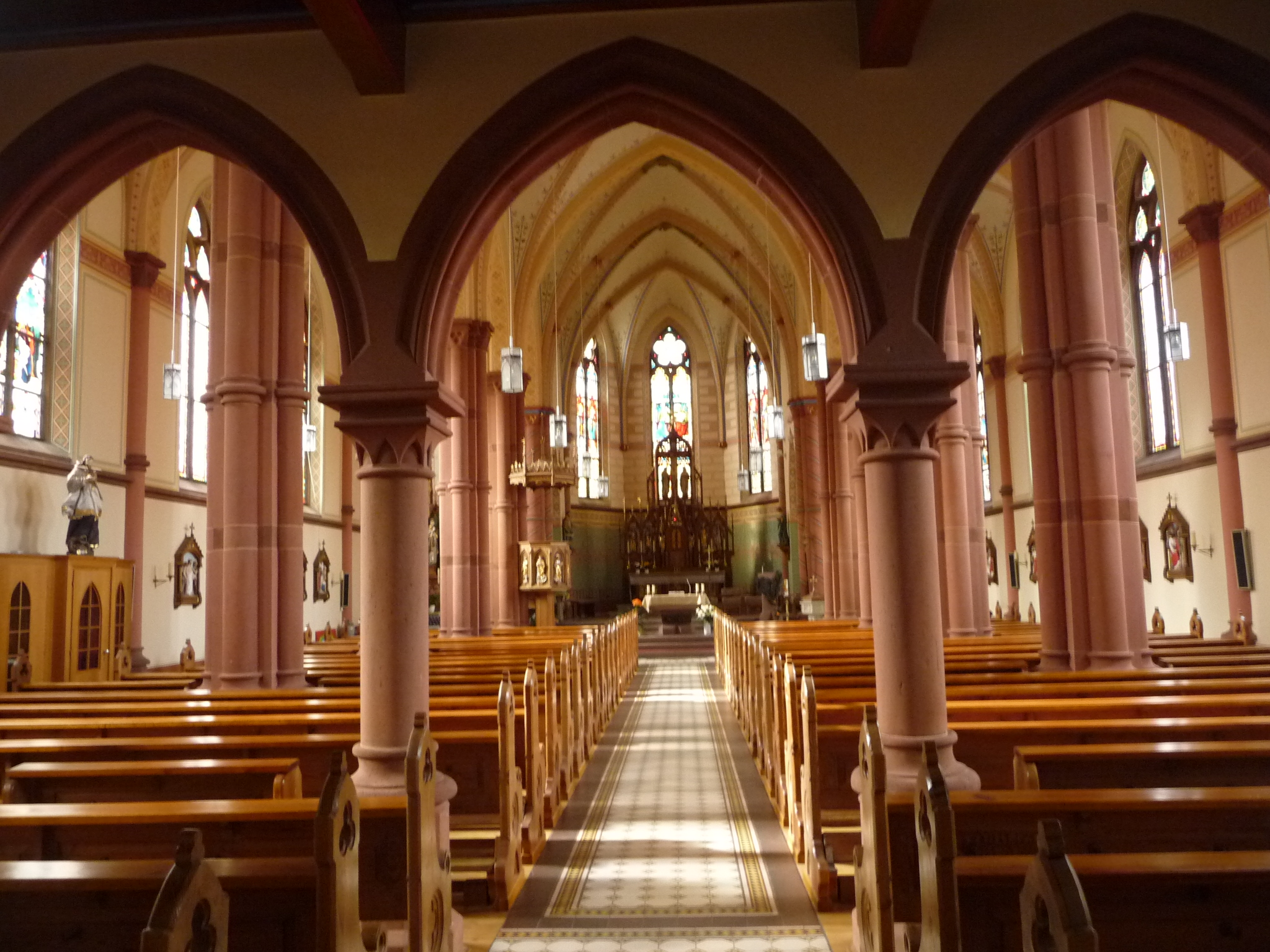
Blick in das Kirchenschiff

Der Kirchenraum wird durch sechs Bündelpfeilerpaare in ein breiteres, höheres Mittelschiff und zwei Seitenschiffe geteilt. Die Pfeiler bestehen aus einem gemauerten und verputzten Vierkant auf Basen aus rotem Sandstein mit Halbsäulenvorlagen aus Sandstein an allen vier Seiten. Schaftring und Kapitelle sind aus rotem Sandstein gearbeitet. Der Vierkant ist sandsteinfarbig gefasst. Die Außenwände sind durch gemauerte verputzte Halbsäulen zwischen den Fenstern gegliedert. Der Putz ist sandstein-farbig gestrichen. Die Basen und Kapitelle sind aus Sandstein. Die drei Schiffe werden durch Kreuzrippengewölbe abgeschlossen. Die Gurtbögen und Rippen sind aus Backstein gemauert und verputzt.
Im Kirchenschiff und im Chor befindet sich unterhalb der Fenster ein umlaufendes Sandsteingesims mit einfacher Profilierung.
Über dem Haupteingang im ersten Joch des Mittelschiffs ist eine Empore eingebaut. Sie wird von zwei zusätzlichen Sandsteinsäulen auf der Westseite und je einer auf der Nord- und Südseite getragen. Eine Sandsteinbalustrade schließt die Empore nach oben ab.
Auch der Chorraum ist mit Kreuzrippengewölbe über Chorpfeiler und Halbsäulen sowie Kappengewölbe über den Fenstern gestaltet.
Die neogotische Ausstattung der Kirche ist nahezu vollständig erhalten. Dazu gehört auch ein bedeutender Bestand von Paramenten.

## Patrozinium

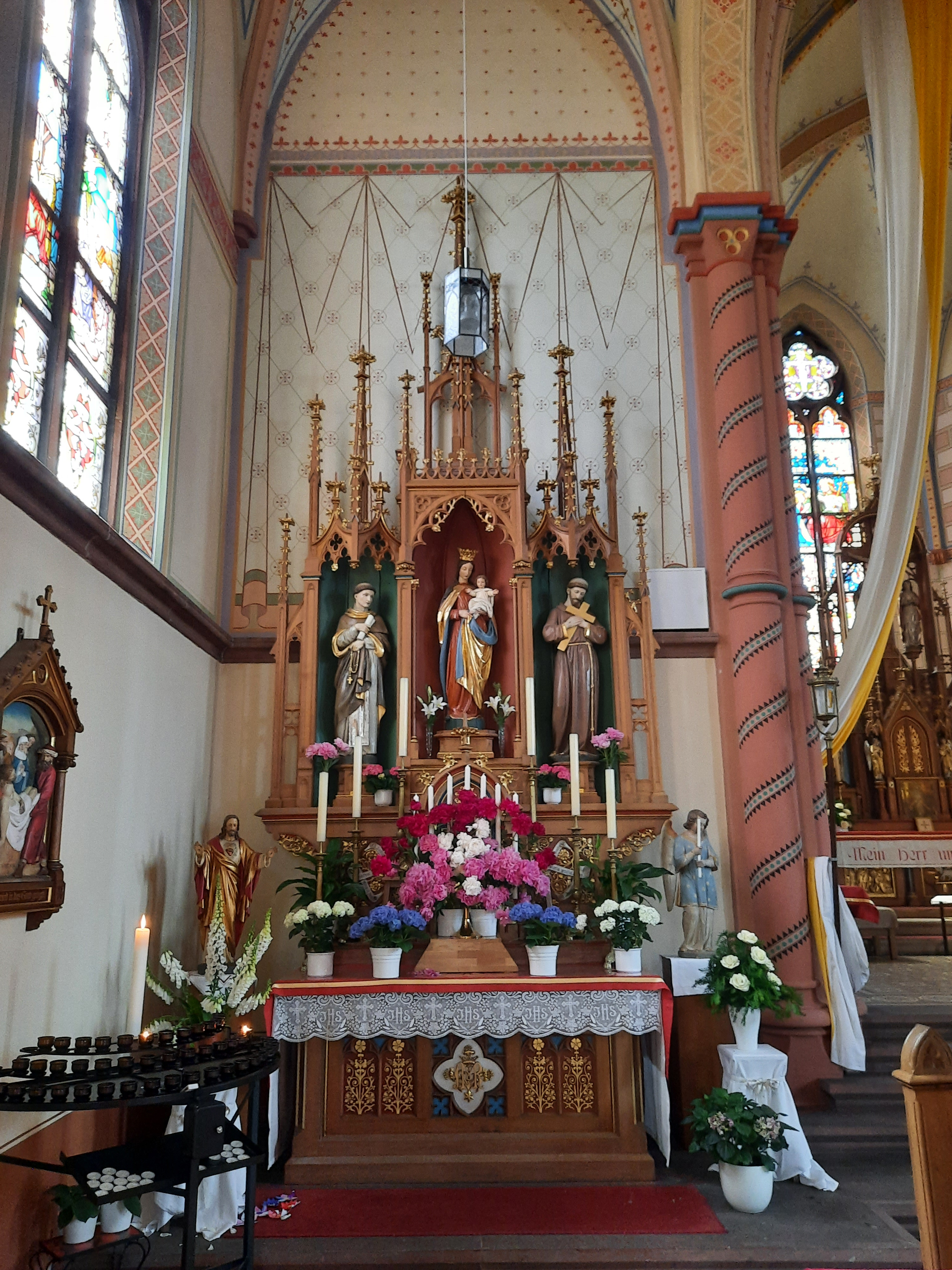
Marienaltar

Das Patronatsfest der Kirche wird am Hochfest der Aufnahme Mariens in den Himmel (15. August) bzw. am darauffolgenden Sonntag gefeiert. Im mittleren Chorfenster ist als Hauptmotiv die Krönung Mariens dargestellt. In den beiden Scheiben darüber ist der Schriftzug REGINA COELI LAETARE zu lesen. In den beiden Scheiben unter dem Krönungsbild werden links die Verkündigung des Herrn (auch Mariä Verkündigung genannt) und rechts die Himmelfahrt der Gottesmutter dargestellt. Der linke Seitenaltar zeigt den Hl. Dominikus (links), Maria als Königin mit Jesuskind (Mitte) sowie den Hl. Franziskus (rechts).

## Pfarrer
| Pfarrer        | Pfarrer                |          | Verweser/Administrator | Verweser/Administrator |                | Kooperator | Kooperator |
| Zeitraum       | Name                   | Zeitraum | Name                   | Zeitraum               | Name           |            |            |
| -------------- | ---------------------- | -------- | ---------------------- | ---------------------- | -------------- | ---------- | ---------- |
| 1888 bis 1901  | Georg Conrad Schneider | 1901     | Robert Uhl             | 2017 bis 2020          | Dominik Geiger |            |            |
| 1901 bis 1918  | Alois Karl Mayer       | 1918     | Jakob Schuwer          | 2020 bis 2022          | Ralf Feix      |            |            |
| 1918 bis 1924  | Wilhelm Sarreither     | 1918     | Franz Dehs             | 2023 bis heute         | Roland Spiegel |            |            |
| 1924 bis 1942  | Johannes Steets        | 1961     | Franz Haffner          |                        |                |            |            |
| 1942 bis 1961  | Josef Pirro            | 2022     | Ralf Feix              |                        |                |            |            |
| 1961 bis 1972  | August Josef Wilhelm   |          |                        |                        |                |            |            |
| 1972 bis 1992  | Wilhelm Feit           |          |                        |                        |                |            |            |
| 1992 bis 1998  | Berthold Koch          |          |                        |                        |                |            |            |
| 1998 bis 2011  | Thomas Buchert         |          |                        |                        |                |            |            |
| 2011 bis 2022  | Frank Aschenberger     |          |                        |                        |                |            |            |
| 2022 bis heute | Ralf Feix              |          |                        |                        |                |            |            |